# Stazione di Sarre
La stazione di Sarre (in francese: gare de Sarre) è una fermata ferroviaria posta sulla linea Chivasso-Pré-Saint-Didier e situata a Saint-Maurice, non lontano da Tissoret, frazione-capoluogo del comune sparso di Sarre.
La Regione Valle d'Aosta ha sospeso l'esercizio sulla linea da Aosta a partire dal 24 dicembre 2015.

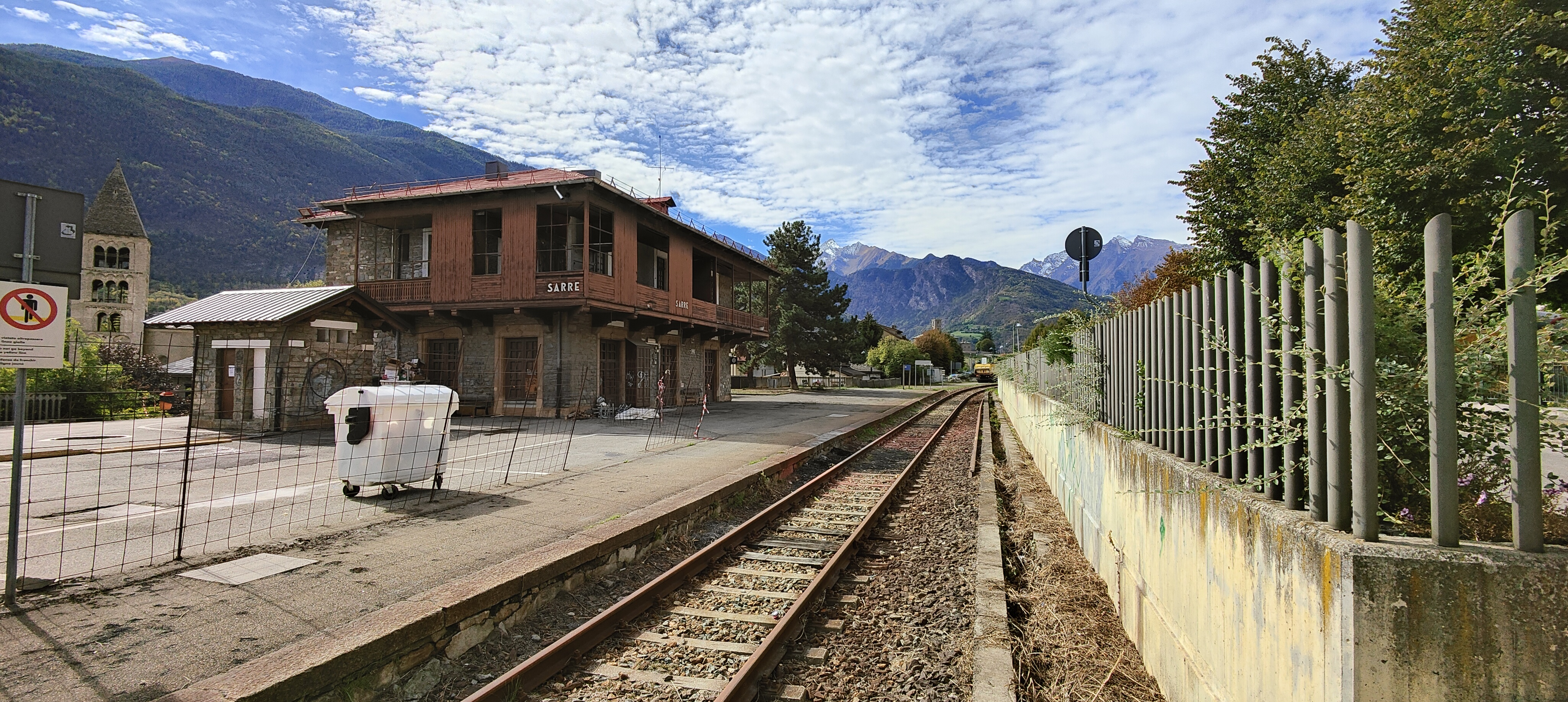
La stazione di Sarre senza traffico nel settembre 2022